# Vic Reeves

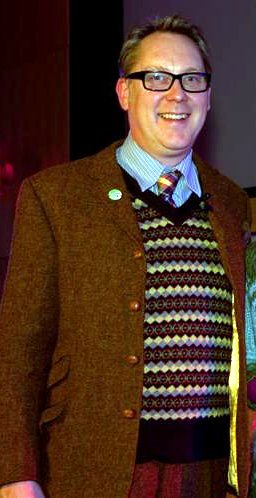
Vic Reeves (2010)

Vic Reeves (eigentlich: James Roderick Moir; * 24. Januar 1959 in Leeds) ist ein englischer Sänger und Comedian. Sein Pseudonym geht zurück auf seine Lieblingssänger Vic Damone und Jim Reeves.

## Leben und Wirken
Er tritt als Comedian meist mit seinem Partner Bob Mortimer auf.
Reeves hatte in den 1990er Jahren zusammen mit der Gruppe The Wonder Stuff den Nummer-eins-Hit Dizzy – einem Remake des Klassikers von Tommy Roe.
2004 nahm er an der vierten Staffel von I’m a Celebrity…Get Me Out of Here! teil. Ab der vierten Staffel 2007 moderierte er die britische Sendung Brainiac und ersetzte damit Richard Hammond.

## Diskografie

### Alben
| Jahr | Titel           | Höchstplatzierung, Gesamtwochen, AuszeichnungChartplatzierungen (Jahr, Titel, Platzierungen, Wochen, Auszeichnungen, Anmerkungen) | Höchstplatzierung, Gesamtwochen, AuszeichnungChartplatzierungen (Jahr, Titel, Platzierungen, Wochen, Auszeichnungen, Anmerkungen) | Anmerkungen |
| Jahr | Titel           | AT | UK | Anmerkungen |
| ---- | --------------- | --- | --- | ----------- |
| 1991 | I Will Cure You | — | UK16 Silber · (9 Wo.)UK |             |

### Singles
| Jahr | Titel Album                         | Höchstplatzierung, Gesamtwochen, AuszeichnungChartplatzierungen (Jahr, Titel, Album, Platzierungen, Wochen, Auszeichnungen, Anmerkungen) | Höchstplatzierung, Gesamtwochen, AuszeichnungChartplatzierungen (Jahr, Titel, Album, Platzierungen, Wochen, Auszeichnungen, Anmerkungen) | Anmerkungen                                                                          |
| Jahr | Titel Album                         | AT | UK | Anmerkungen                                                                          |
| ---- | ----------------------------------- | --- | --- | ------------------------------------------------------------------------------------ |
| 1991 | Born Free I Will Cure You           | — | UK6 (6 Wo.)UK | mit The Roman Numerals Autoren: Don Black, John Barry Original: Roger Williams, 1966 |
| 1987 | Dizzy I Will Cure You               | AT14 (9 Wo.)AT | UK1 Silber · (12 Wo.)UK | mit The Wonder Stuff Autoren: Freddy Weller, Tommy Roe Original: Tommy Roe, 1969     |
| 1991 | Abide with Me I Will Cure You       | — | UK47 (3 Wo.)UK | Traditional, Produzent: The Grid                                                     |
| 1995 | I’m a Believer The Very Best of EMF | — | UK3 (11 Wo.)UK | mit EMF und Bob Mortimer Original: The Monkees, 1966                                 |